# Trictenotoma mouhoti
Trictenotoma mouhoti is een keversoort uit de familie Trictenotomidae. De wetenschappelijke naam van de soort is voor het eerst geldig gepubliceerd in 1875 door Deyrolle.